# Процвітання (фільм)
Процвітання (англ. Prosperity) — американська комедійна драма режисера Сема Вуда 1932 року.

## Сюжет
1925 року Джон стає президентом процвітаючого банку Воррен після звільнення Меггі. Шість років потому Джон, Елен і їх двоє дітей щасливі у своєму будинку. Коли Ліззі починає працювати на банк, він закривається — після того, як Меггі дізнається, що Джон зробив річ, яку вона говорила йому ніколи не зробити — використав банківські облігації для швидкого збагачення. Щоб отримати гроші для вкладників, Меггі і Джон продають все, що у них є, і переїжджають до Ліззі. Їхня єдина надія на нормальне життя — це отримати облігації назад від шахраїв, які володіють ними.

## У ролях
- Марі Дресслер — Меггі Воррен
- Поллі Моран — Ліззі Праскінс
- Аніта Пейдж — Гелен Праскінс Воррен
- Норман Фостер — Джон Воррен
- Джон Мільян — Голланд
- Джекі Лін Дафтон — Сіссі Воррен
- Джеррі Такер — Бастер Воррен
- Чарльз Гіблін — мер
- Френк Даріен — Ерза Хіггінс
- Генрі Арметта — Генрі, перукар
- Джон Рош — Кнапп